# Cinq paires de chaussures
Cinq paires de chaussures (五足の靴) est le titre d'une série d'essais sous forme de carnet de voyage écrits par Tekkan Yosano et quatre étudiants, Mokutarō Kinoshita, Hakushū Kitahara, Hirano Banri et Isamu Yoshii, publiés en 1907 dans un journal de Tokyo.

## Description
En 1907, cinq poètes voyagent dans le nord de Kyūshū et plus tard publient 29 essais dans le journal Tokyo Shimbun 26 de Tokyo. Les auteurs ne sont pas identifiés dans le journal. Non seulement leurs textes sont intéressants, mais ils attirent l'attention des lecteurs sur l'importance de la culture liée à l'Asie du Sud-Est et au christianisme.
Le 9 août, ils parcourent à pied une distance de 32 km vers Oe-mura à Amakusa dans la préfecture de Kumamoto. Ils résident à l'auberge Takasagoya. Le 10 août, ils rencontrent le prêtre français père Frédéric Louis Garnier (1860-1941) qui prêche le catholicisme à Amakusa durant l'ère Meiji et au début de l'ère Shōwa. Le 29 août, ils sont invités à une fête dans un restaurant japonais sur le lac Ezu et embarquent sur un bateau de croisière. Plusieurs journalistes assistent à la fête. Dans l'essai, toute la chanson folklorique locale otemoyan (en)  chantée par une jeune fille est notée.

## Source de la traduction
- (en) Cet article est partiellement ou en totalité issu de l’article de Wikipédia en anglais intitulé « 5 Pairs of Shoes » (voir la liste des auteurs).